# Цвіфальтен
Цвіфальтен (нім. Zwiefalten) — громада в Німеччині, знаходиться в землі Баден-Вюртемберг. Підпорядковується адміністративному округу Тюбінген. Входить до складу району Ройтлінген.
Площа — 45,43 км2. Населення становить 2281 ос. (станом на 31 грудня 2020).